# Quincey (Côte-d'Or)
Quincey é uma comuna francesa na região administrativa da Borgonha-Franco-Condado, no departamento de Côte-d'Or. Estende-se por uma área de 5,54 km². Em 2010 a comuna tinha 522 habitantes (densidade: 94,2 hab./km²).